# Loedogorië

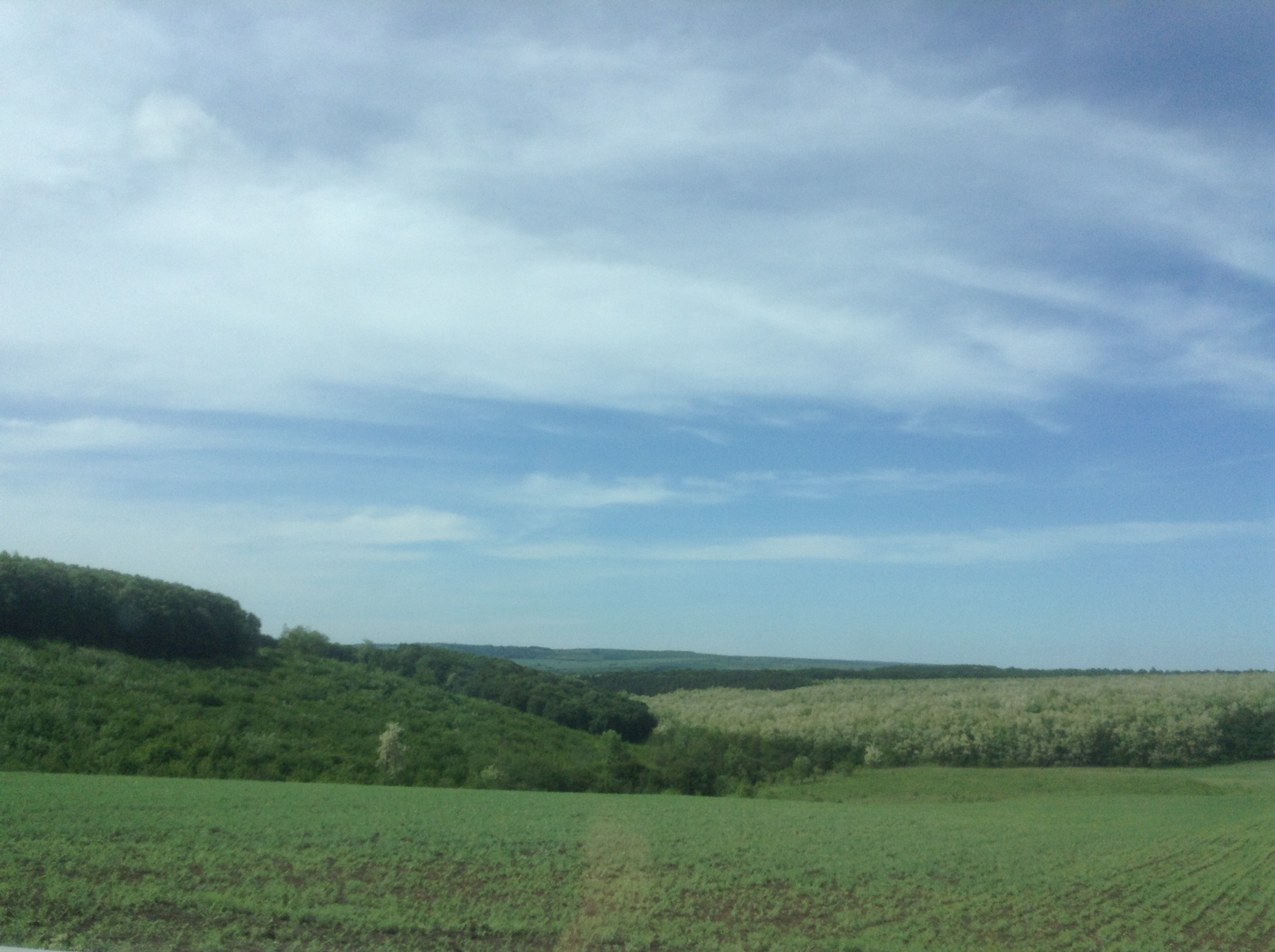
Landschap van Loedogorië

Loedogorië (Bulgaars: Лудогорие of Лудогорието, Loedogoriëto) of Deliorman (Делиорман, Turks Deliorman, lett. 'gekke bos', van het Bulgaarse loed, 'gek', 'wild', en gora, 'bos') is een gebied in Noordoost-Bulgarije. Belangrijke steden zijn Razgrad, Novi Pazar, Pliska en Isperich.
In de oudheid werd Loedogorië bewoond door de Thracische stammen van de Geten die lokale architectonische bezienswaardigheden nalieten, zoals het Thracisch graf van Svesjtari, een rijkversierde tombe uit de 3e eeuw voor Christus die op de Werelderfgoedlijst van UNESCO staat. Tot het einde van de 18e eeuw werd Loedogorië grotendeels gedomineerd door bossen die samensmolten met die van het Balkangebergte (Stara Planina) in het zuiden, wat de naam van de regio zowel in het Bulgaars als in het Turks opleverde, letterlijk vertaald als 'regio van wilde bossen' in het Nederlands. In de afgelopen tijd zijn de bossen bijna volledig vervangen door akkerland en alleen de bossen in het Voden-reservaat doen denken aan het voormalige grotere bosgebied. De grond uit de gekapte bossen is een rijke humusbodem, zeer geschikt voor landbouw.
Ludogorie Peak op het eiland Livingston in de Zuidelijke Shetlandeilanden (Antarctica) draagt de naam van de regio.
PFK Loedogorets, de voetbalclub van Razgrad, is ook vernoemd naar de regio Loedogorië.